# ZIL-41047

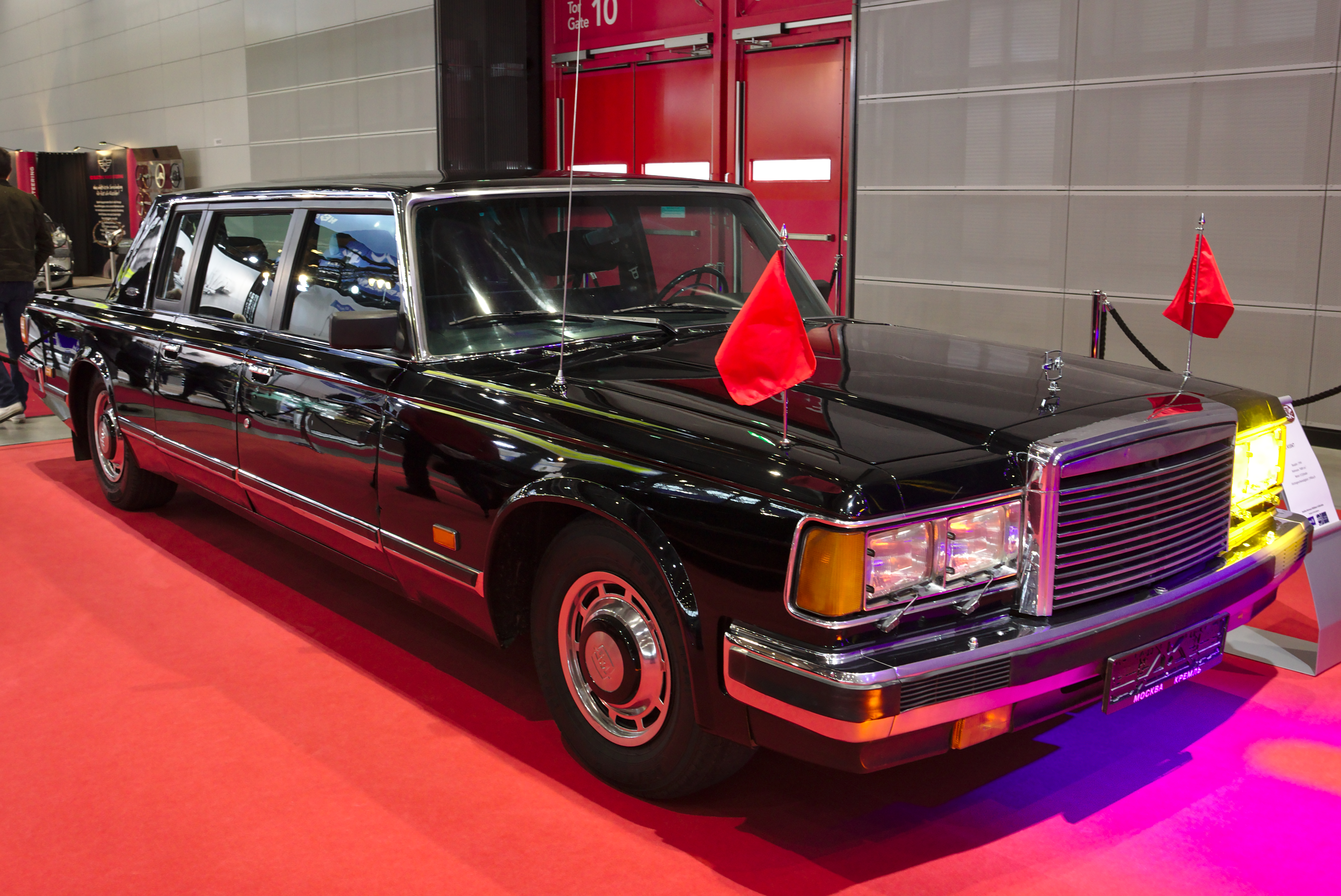
ZIL-41047

El ZIL-41047 es una limusina blindada producida por el fabricante ex-soviético y ruso ZIL (Zavod Imeni Likhacheva) desde 1989. 
Dispone de un total de siete asientos incluido el del conductor. Su peso con carga es de 3550 kg; y su velocidad máxima con dos pasajeros se muestra como "no inferior a 190 km/h". Lo mueve un motor V8 de carburador, de 7,7 L de cilindrada de diseño propio, que ofrece hasta 315 cv a 4600 rpm. Tiene una caja de cambios de tres velocidades.
- Datos: Q136197
- Multimedia: ZIL-41047 / Q136197